# 桃山幼稚園 (京都府)
桃山幼稚園（ももやまようちえん）は、京都府京都市伏見区にある私立幼稚園。学校法人桃山キリスト学園が運営している。
日本聖公会桃山基督教会が設置した「桃光保育園」を、第二次世界大戦後に幼稚園に改組した。なお、伏見区内の私立幼稚園の中では戦後もっとも早く認可されている。
キリスト教の精神に基づいた教育を行っている。また、創立当時の建物が現存する（後述）。

## 沿革
- 1941年 - 前身の桃光保育園が開園する。
- 1948年 - 京都府知事から幼稚園として認可され、桃山幼稚園として開園する。
- 1983年 - 学校法人桃山キリスト学園を設立し、運営主体となる。

## 正面建物
1936年、宮大工の大木吉太郎により和風建築として設計施工された建物が現存している。外部は屋根瓦における十字架の意匠などに創建時の状態が維持されているほか、内部は礼拝堂が創建時のまま保存されている。

## 所在地
- 京都市伏見区御香宮門前町184